# Koppeling

Aandrijfkoppeling

Een koppeling is een mechanisme waarmee twee of meer delen (machines, buizen of leidingwerk) met elkaar verbonden (gekoppeld) kunnen worden.

## Toepassing
Voorbeelden van koppelingsconstructies zijn:
- Koppeling (aandrijving) - Een constructie in auto's en machines om een mechanische kracht te onderbreken; zie
- Koppeling (spoorweg) - Een constructie aan spoorwagens om wagens tot een trein te koppelen; zie
- Fitting - Een deel om twee buizen te verbinden

Koppelingen dienen vaak voor tijdelijke verbindingen tussen de twee delen. Naast koppelingen om een verbinding te maken en krachten over te brengen zijn er ook koppelingen waardoor media (bijvoorbeeld gassen of vloeistoffen) kunnen stromen.

## Technieken
Afhankelijk van de toepassing worden verschillende koppelingstechnieken gebruikt, bijvoorbeeld:
- Koppelingen waarmee twee slangen lekvrij aan elkaar worden gekoppeld of vanelkaar losgekoppeld: doorvoer van een gas of vloeistof.
- Koppelingen die los kunnen worden gemaakt, zonder dat de te bevestigen delen uit elkaar hoeven te worden getrokken (radiële koppelingen).
- Snelkoppelingen
- Insteekkoppelingen
- Cardanaandrijving met kruiskoppeling.

## Materiaal
Voor verschillende situaties zijn verschillende typen koppeling nodig. Ook kunnen koppelingen van verschillende materialen worden gemaakt. Veel gebruikte materialen zijn:
- Staal
- Kunststof (bijvoorbeeld PVDF of PA)
- Koper
- Messing